# Жозе Родригеш душ Сантуш
Жозе Родригеш душ Сантуш (на португалски: José Rodrigues dos Santos) е португалски журналист, университетски преподавател, и писател на бестселъри в жанра исторически трилър.

## Биография и творчество
Жозе Родригеш душ Сантуш е роден на 1 април 1964 г. в Бейра, Мозамбик (бивша португалска колония), в семейството на Йосиф да Паз Брандао (1930 – 1986) и Мария Мануела Матос. Баща му е лекар, който оказва помощ на пострадалите при военните сблъсъци в разкъсваната от гражданска война страна. Има по-малък брат и прекарва детството си в Тете, Мозамбик.
След обявяването на независимостта на Мозамбик семейство Сантуш се разделя и той отива да живее при майка си в Лисабон през 1974 г. Поради икономически затруднения се премества при баща си в Пенафиел, Северна Португалия.

### Журналист
След пет години те се преместват да живеят в португалската колония Макао в Китай. Там Жозе участва в подготовката на училищния вестник, който привлича вниманието на местното радио. През 1981 г. 17-годишният Жозе вече работи като репортер в радио „Макао“.
През 1982 г. той се завръща в Португалия, за да учи в Нов лисабонски университет. Завършва Журналистика през 1986 г. и кандидатства за стаж в Би Би Си. Използвайки наследството от баща си Жозе прекарва три месеца трудов стаж в Англия. Връща се в Португалия, където получава две награди: за есе от Португалски пресклуб през 1986 г. и награда за академичен успех от Американския клуб в Лисабон през 1987 г. Тези награди му осигуряват тригодишна работа към Световната служба на Би Би Си в Лондон.
Жозе душ Сантуш се жени през 1988 г. с Флорбела Кордосо. Имат две дъщери – Катарина душ Сантуш (1998) и Инес душ Сантуш (2001).
След работа си в Би Би Си амбициозният репортер започва работа в Португалската национална телевизия, където чете вечерните новини. Бързо става едно от най-разпознаваемите лица на обществената телевизия. От 1991 г. е сътрудник на главния всекидневник на португалската телевизия „Eyewitness News“. От 1993 г. до 2002 г. е постоянен сътрудник на Си Ен Ен. Станал свидетел на ужаса на войната още като дете, той прави изключителни репортажи за военните конфликти в Южна Африка, Ирак, Израел, Палестина, Босна и Херцеговина, Сърбия, Грузия, и гражданската война в Либия.
Жозе душ Сантуш получава през 2000 г. докторска степен по журналистика с дисертация за отразяването на военните конфликти „Crónicas de Guerra“, която публикува по-късно в три части. Заема поста професор по журналистика в Нов лисабонски университет. Заема на два пъти поста на директор на информацията в Португалската национална телевизия. За работата си Жозе душ Сантуш е един от най-награждаваните португалски журналисти. Той получава редица престижни международни награди от Си Ен Ен – 1994 г., 1998 г. и 2000 г., като последната е за цялостната му работа, която се счита като „Пулицър“ в телевизионната журналистика.

### Писател
Жозе душ Сантуш започва да пише романи случайно – след като негов познат го моли да напише разказ за списание. Той се залавя за работа и на втората седмица с изненада установява, че разказът вече е над 200 страници. Така се ражда първият му роман – „A Ilha das Trevas“, който е издаден през 2002 г.
Големият успех идва с третата му книга – „Кодекс 632“ публикувана през 2005 г. В нея се проследява историята на симпатичния професор Томаш де Нороня, който се опитва да разкрие истинската самоличност на великия мореплавател адмирал Христофор Колумб. Проследява се историческият спор за неговото месторождение, започнат през 1892 г. от различни държави, и представяните от тях официални фалшиви документи. Романът става тотален бестселър в Португалия, Испания и Бразилия, разпалва обществен скандал в Италия, и прави Жозе душ Сантуш световноизвестен писател.
Романът дава началото на емблематичната му поредица от бестселъри „Професор Томаш Нороня“. Следващите му романи „Божията формула“, „Седмият печат“ и „Божият гняв“ следват успеха на „Кодекс 632“ и печелят все по-голяма популярност на автора. Те доказват писателския талант и изключителната начетеност на Жозе душ Сантуш, който не спира да изненадва читателите със завладяващи и актуални теми.
Романите му са преведени на много езици и са отпечатани в над 3 милиона екземпляра по света.
Жозе Родригеш душ Сантуш живее със семейството си в Лисабон. Той все още участва в представянето на новините по националната телевизия.

## Произведения

### Самостоятелни романи
- A Ilha das Trevas (2002)
- A Filha do Capitão (2004)
- A Vida num Sopro (2008)
- O Anjo Branco (2010)
- A Amante do Governador (2018)

### Серия „Професор Томаш Нороня“ (Professor Tomás Noronha)
1. Codex 632: The Secret of Christopher Columbus (2005)
Кодекс 632, изд.: ИК „Хермес“, Пловдив (2009), прев. Йорданка Велинова ду Насименто
2. A Fórmula de Deus (2006)
Божията формула, изд.: ИК „Хермес“, Пловдив (2010), прев. Йорданка Велинова ду Насименто
3. O Sétimo Selo (2007)
Седмият печат, изд.: ИК „Хермес“, Пловдив (2011), прев. Велин Мануел ду Насименто
4. Fúria Divina (2009)
Божият гняв, изд.: ИК „Хермес“, Пловдив (2012), прев. Велин Мануел ду Насименто
5. O Último Segredo (2011)
Последната тайна, изд.: ИК „Хермес“, Пловдив (2013), прев. Дарина Миланова
6. A Mão do Diabo (2012)
Ръката на сатаната, изд.: ИК „Хермес“, Пловдив (2014), прев. Дарина Миланова
7. A Chave de Salomão (2014)
Ключът на Соломон, изд.: ИК „Хермес“, Пловдив (2015), прев. Дарина Миланова
8. Vaticanum (2016)
Ватиканът, изд.: ИК „Хермес“, Пловдив (2018), прев. Дарина Миланова
9. Sinal de Vida (2017)
Сигнал за живот, изд.: ИК „Хермес“, Пловдив (2019), прев. Дарина Миланова
10. Imortal (2019)
Безсмъртния, изд.: ИК „Хермес“, Пловдив (2022), прев. Весела Чергова

### Серия „Калуст Саркисян“ (Kaloust Sarkisian)
1. Homem de Constantinopla (2013)
Мъжът от Константинопол, изд.: ИК „Хермес“, Пловдив (2016), прев. Дарина Миланова
2. Um Milionário em Lisboa (2013)
Милионерът в Лисабон, изд.: ИК „Хермес“, Пловдив (2017), прев. Дарина Миланова

### Серия „Двадесети век“
1. As Flores de Lótus (2015)
2. O Pavilhão Púrpura (2016)
3. O Reino do Meio (2017)
4. A Amante do Governador (2018)

### Документалистика
- Comunicação, Difusão Cultural (1992)
- Crónicas de Guerra – Vol. I – Da Crimeia a Dachau (2002)
- Crónicas de Guerra – Vol. II – De Saigão a Bagdade (2002)
- A Verdade da Guerra (2003)